# Secessio plebis

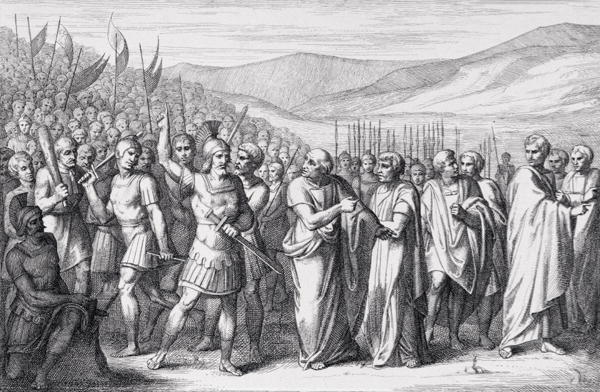
Odchod plebejců v představě malíře Barlocciniho (1849)

Secessio plebis neboli plebejské secese byly události v římských dějinách, kdy většinové neurozené obyvatelstvo opustilo město, aby dosáhlo svých požadavků.
K první pololegendární (písemné doklady neexistují) secesi došlo v roce 494 př. n. l., když se na počátku republiky vyhrotily spory mezi plebeji a patriciji. Plebejové, kteří nepatřili k rodové elitě, museli sloužit v armádě, ale nemohli o ničem rozhodovat. Když byly jejich požadavky na udělení občanských práv odmítnuty, odešli na horu Mons Sacer. Bez kvalifikovaných řemeslníků, obchodníků a vojáků hrozil Římu kolaps. Patricijové tedy vyslali vyjednavače a nabídli vytvoření funkce zvané tribun lidu, podle níž měl volený zástupce plebejů právo veta v senátu a zastupoval prosté občany v právních sporech. 
Plebejské secese se úspěšně opakovaly v letech 449 př. n. l., 445 př. n. l., 342 př. n. l. a 287 př. n. l., kdy se právně závaznými stala i ustanovení tributního sněmu (Lex Hortensiae).